# هربرت جونز
هربرت جونز (به انگلیسی: Herbert Jones) بازیکن فوتبال زادهٔ ۳ سپتامبر ۱۸۹۶ اهل کشور انگلستان بود که سابقهٔ بازی در تیم ملی فوتبال انگلستان را در کارنامهٔ خود دارد. وی در تاریخ ۲ آوریل ۱۹۲۷ نخستین بازی ملی خود را در مقابل تیم ملی فوتبال اسکاتلند انجام داد و با حضور در ۶ بازی ملی، در تاریخ ۳۱ مارس ۱۹۲۸ واپسین بازی ملی‌اش را در برابر تیم ملی فوتبال اسکاتلند برگزار کرد.